# Julius Opdedrinck
Julius Opdedrinck (Stene, 27 juni 1851 – Damme, 2 april 1921) was een Belgisch rooms-katholiek priester en historicus.

## Levensloop
Opdedrinck werd tot priester van het bisdom Brugge gewijd op 27 maart 1875. Hij werd achtereenvolgens: 
- Coadjutor in Vinkem, Sint-Omaarskerk (1875).
- Leraar aan de doofstommenschool Spermalie in Brugge (1875-1880).
- Kapelaan in Poperinge, Sint-Janskerk (1880-1901).
- Pastoor in Damme, Onze-Lieve-Vrouw-Hemelvaartkerk (1901-1910). Hij lag toen aan de basis van het museum van het Sint-Janshospitaal te Damme.
- Pastoor in Hooglede, Sint-Amanduskerk (januari-maart 1910), ontslag om gezondheidsredenen op 21 maart 1910.
- Geestelijk directeur van de zusters dominicanessen in Knokke (1910-1920).
- Woonst kiezend in het hospitaal van Damme (1920-1921).

Zijn voornaamste historisch werk was de geschiedenis van Knokke, waaraan hij een titel gaf die zich spiegelde aan het boek van Adolf Duclos over Brugge. In 1956 werd het boek opnieuw uitgegeven en in 1968 werd het, bijgewerkt, in het Nederlands gepubliceerd. Daarnaast publiceerde Opdedrinck een aantal historische artikels in Biekorf en andere tijdschriften.
Lodewijk De Wolf schreef dat zijn dood een verlies was voor Vlaanderens geschiedkunde.

## Publicaties
- Poperingiana. Poperinge en omstreken tijdens de godsdienstberoerten der XVIe eeuw, Brugge, De Plancke, 1895.
- Histoire et Souvenirs de Knocke-sur-Mer, 1913 & 1956, Knokke, Van Kerschaever.
- Geschiedenis van Knokke, vertaald en bijgewerkt, 1968.
- Geschiedenis van Westkapelle, postuum, 1959.
- Poperinghe et son caillou, in: Annales du Comité Flamand de France, 1892.
- Poperinghe et ses seigneurs, in: Ald., 1897.
- Poperinghana. Poperinghe et ses seigneurs. La lutte pour l'existence. Poperinghe et son caillou. L'Ancien canal de Poperinghe à l'Yser, Poperinge, Dupont, 1898.
- Het mirakelbeeld van O.L. Vrouw vereerd in S. Janskerk te Poperinghe, Brugge, Van de Vyvere, 1899.
- Uit een familieboek (1689-1711), in: Biekorf, 1900.
- Notice concernant certains centres d'évangélisation et de civilisation existant au Nord de la Flandre au VIIe et au VIIIe siècle, Congres in Brugge van de Federatie van Belgische archeologie en geschiedenis, Brugge, De Plancke.
- Culte rendu à S. Guthagon, in: Handelingen van het Genootschap voor geschiedenis te Brugge, 1905.
- Bekende oversten en kloosterlingen van S. Janshospitaal te Damme, Brugge, De Meyer, 1905.
- Geschiedkundige aanteekeningen wegens O.L. Vrouw Gasthuis te Poperinghe. 1312-1904, Yper, Callewaert, 1906.
- Ghistelles: mausolée à la mémoire de Ste Godeliève, in: Handelingen van het Genootschap voor geschiedenis te Brugge, 1906.
- Damme. Uitgedolven dingen, in: Ald., 1909.
- Poperinghe. Het klooster der ZZ. Penitenten. 1413-1913, Brugge, Van de Vyvere, 1913.
- Geschiedkundige snipperlingen uit Houcke's Verleden en Heden, Brugge, Van Cappel, 1914.
- Het Oude Begijnhof van Damme en de Cistercienser Vrouwenabdij van Bethlehem uit Schouwen, in: Handelingen van het Genootschap voor geschiedenis te Brugge, 1914.
- Het klooster der Nazaretten, te Damme, in: Biekorf, 1920.
- Oostkerke en de Abdij ven Sint-Quintinus-ten-Eilande, in: Ald., 1920.
- De kerk van Oostkerke, in: Ald., 1920.
- Jacob van Maerlant, in: Ons Volk Ontwaakt, 1921.